# Élections législatives de 1885 dans la Somme
Les élections législatives françaises de 1885 se déroulent les 4 et 18 octobre 1885. Dans le département de la Somme, huit députés sont à élire dans le cadre d'un scrutin de liste majoritaire.

## Contexte

### Députés sortants
|   | Circonscription | Nom                                   |  | Parti              | Groupe             |
| - | --------------- | ------------------------------------- |  | ------------------ | ------------------ |
| 1 | Abbeville-1     | Albert Carette                        |  | Républicain        | Union républicaine |
| 2 | Abbeville-2     | Gaston de Douville-Maillefeu          |  | Radical-socialiste | Extrême gauche     |
| 3 | Amiens-1        | René Goblet                           |  | Radical            | Gauche radicale    |
| 4 | Amiens-2        | Ernest Dieu                           |  | Républicain        | Union démocratique |
| 5 | Doullens        | Marie Alexandre Raoul Blin de Bourdon |  | Monarchiste        | Union des droites  |
| 6 | Montdidier      | Gustave-Louis Jametel                 |  | Libéral            | Centre gauche      |
| 7 | Péronne-1       | Achille Bernot                        |  | Républicain        | Union démocratique |
| 8 | Péronne-2       | Alfred Toulet                         |  | Républicain        | Union républicaine |

## Résultats

### Résultats au niveau départemental
| Candidat            | Candidat                                | Parti              | Premier tour | Premier tour | Deuxième tour | Deuxième tour |
| Candidat            | Candidat                                | Parti              | Voix         | %            | Voix          | %             |
| ------------------- | --------------------------------------- | ------------------ | ------------ | ------------ | ------------- | ------------- |
|                     | Marie Alexandre Raoul Blin de Bourdon * | Monarchiste        | 70 514       | 53,68        |               |               |
|                     | Charles de Dompierre d'Hornoy           | Monarchiste        | 68 978       | 52,51        |               |               |
|                     | Charles Descaure                        | Monarchiste        | 67 568       | 51,44        |               |               |
|                     | Louis Briet de Rainvilliers             | Monarchiste        | 67 345       | 51,27        |               |               |
|                     | Marie Reimbold d'Estourmel              | Monarchiste        | 65 722       | 50,03        | 67 296        |               |
|                     | Albert Deberly                          | Rallié             | 65 550       | 49,90        | 67 078        |               |
|                     | Jean Antoine Vayson                     | Monarchiste        | 65 428       | 49,81        | 66 931        |               |
|                     | Louis Vasset                            | Monarchiste        | 64 825       | 49,35        | 66 854        |               |
| Liste Conservatrice |                                         |                    |              |              |               |               |
|                     |                                         |                    |              |              |               |               |
|                     | René Goblet *                           | Gauche radicale    | 59 281       | 45,13        | 67 208        |               |
|                     | Gustave-Louis Jametel *                 | Libéral            | 59 083       | 44,98        | 67 391        |               |
|                     | Achille Bernot *                        | Union démocratique | 57 280       | 43,61        | 66 111        |               |
|                     | Gaston de Douville-Maillefeu *          | Radical-socialiste | 56 973       | 43,37        | 66 553        |               |
|                     | Ernest Dieu *                           | Union démocratique | 56 909       | 43,33        |               |               |
|                     | Albert Carette *                        | Union républicaine | 56 786       | 43,23        |               |               |
|                     | Ernest Legrand                          | Union démocratique | 56 293       | 42,86        |               |               |
|                     | Alfred Toulet *                         | Union républicaine | 56 078       | 42,69        |               |               |
| Liste Républicaine  |                                         |                    |              |              |               |               |
|                     |                                         |                    |              |              |               |               |
|                     | M. Quesnel                              | Socialiste         | 1 334        | 1,02         |               |               |
|                     | M. Avronsart                            | Socialiste         | 1 206        | 0,92         |               |               |
|                     | M. Hamel                                | Socialiste         | 1 203        | 0,92         |               |               |
|                     | M. Coutant                              | Socialiste         | 1 189        | 0,90         |               |               |
|                     | M. Fournière                            | Socialiste         | 1 187        | 0,90         |               |               |
|                     | M. Lefèvre                              | Socialiste         | 1 111        | 0,85         |               |               |
|                     | M. Maissin                              | Socialiste         | 1 105        | 0,84         |               |               |
|                     | M. Lecat                                | Socialiste         | 1 060        | 0,81         |               |               |
| Liste Socialiste    |                                         |                    |              |              |               |               |
|                     |                                         |                    |              |              |               |               |
|                     | Charles Langlois de Septenville         | Bonapartiste       | 8 282        | 6,31         |               |               |
|                     |                                         |                    |              |              |               |               |
| Inscrits            | Inscrits                                | Inscrits           | 158 622      | 100,00       | 158 144       | 100,00        |
| Abstentions         | Abstentions                             | Abstentions        | 24 673       | 15,55        | 22 463        | 14,20         |
| Votants             | Votants                                 | Votants            | 133 949      | 84,45        | 135 681       | 85,80         |
| Blancs et nuls      | Blancs et nuls                          | Blancs et nuls     | 2 597        | 1,94         |               |               |
| Exprimés            | Exprimés                                | Exprimés           | 131 352      | 98,06        |               |               |

### Élus
| Liste         | N° | Nom                                   |  | Parti       | Groupe            |
| ------------- | -- | ------------------------------------- |  | ----------- | ----------------- |
| Conservatrice | 1  | Marie Alexandre Raoul Blin de Bourdon |  | Monarchiste | Union des droites |
| Conservatrice | 2  | Charles de Dompierre d'Hornoy         |  | Monarchiste | Union des droites |
| Conservatrice | 3  | Charles Descaure                      |  | Monarchiste | Union des droites |
| Conservatrice | 4  | Louis Briet de Rainvilliers           |  | Monarchiste | Union des droites |
| Conservatrice | 5  | Marie Reimbold d'Estourmel            |  | Monarchiste | Union des droites |
| Conservatrice | 6  | Albert Deberly                        |  | Rallié      | Union des droites |
| Républicaine  | 1  | René Goblet                           |  | Radical     | Gauche radicale   |
| Républicaine  | 2  | Gustave-Louis Jametel                 |  | Libéral     | Union des gauches |